# Carlisle Companies
Carlisle Companies Incorporated (NYSE: CSL) er en amerikansk industrivirksomhed, der producerer en række produkter til tag, energi, jordbrug, havebrug, minedrift, osv. Virksomheden er inddelt i divisionerne Carlisle Construction Materials (CCM) og Carlisle Weatherproofing Technologies (CWT). Der er ca. 14.000 ansatte.  Hovedkontoret er i Phoenix, Arizona.
Historien begyndte med etableringen af Carlisle Tire and Rubber Company 12. september 1917.